# Y721
Y721 — розкішна суперяхта, яка будується для Джеффа Безоса, засновника Amazon і одного з найбагатших людей світу. Судно будується в Нідерландах компанією Oceanco у 2021 році Повідомляється, що це трищоглава вітрильна яхта довжиною 127 метрів (416 футів) і коштує 500 мільйонів доларів або більше. Яхта отримає звання найбільшого в світі вітрильника після Sea Cloud, який був введений в експлуатацію в 1931 році.

## Y721і Де Хеф

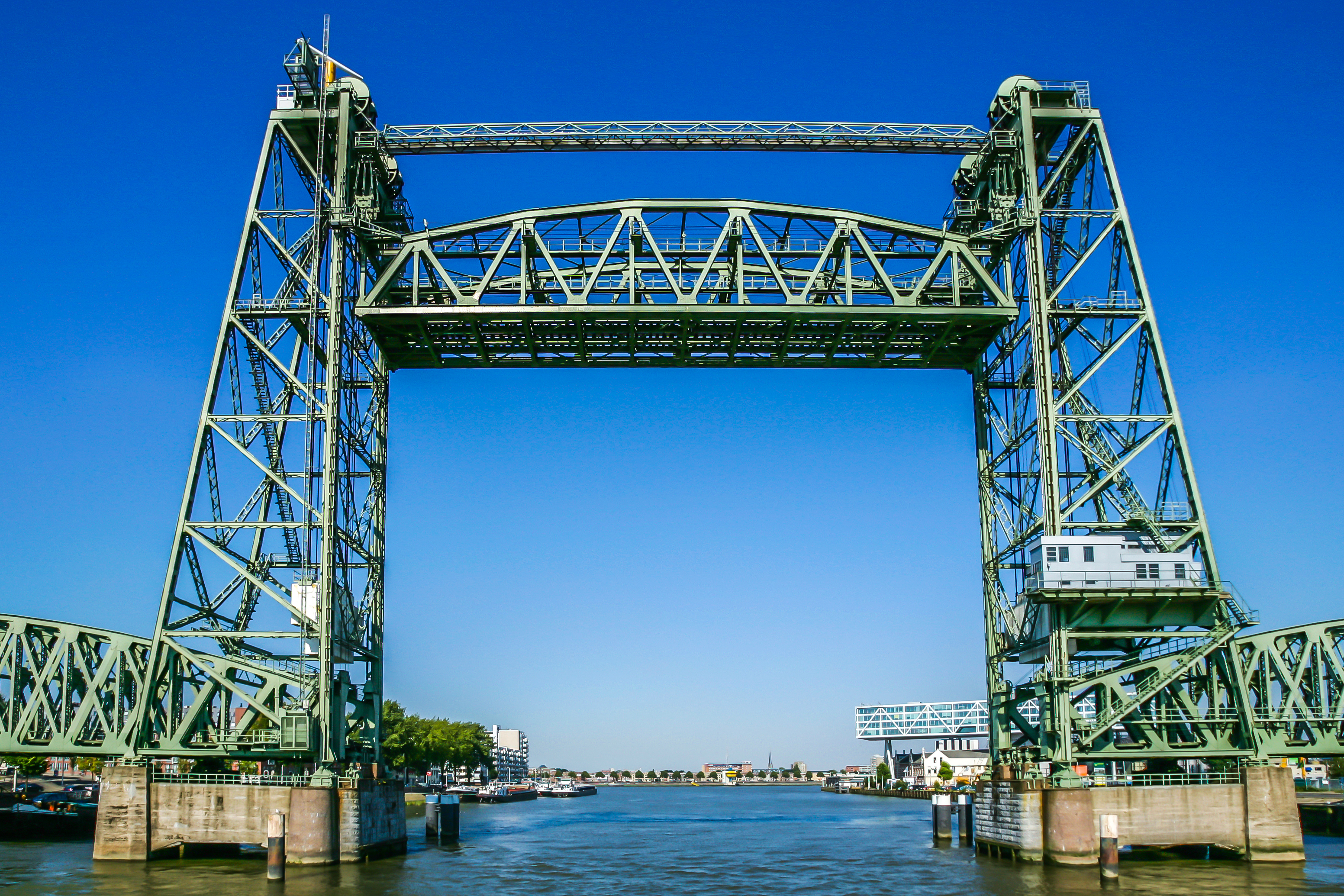
Міст Де Хеф

У 2022 році Роттердам оголосив, що міст Де Хеф, історичний міст у місті, буде частково демонтований, тимчасово, щоб провести яхту. Цей крок є дуже суперечливим, оскільки тепер міст є національним пам'ятником Нідерландів через його довгу історію. Як повідомляє Agence France-Presse, в мерії заявили, що ідея була викликана створенням робочих місць в результаті будівництва судна і що міст буде реконструйовано в його нинішньому вигляді. У відповідь на повідомлення про те, що це станеться у 2022 році, і на критику цього, мер Роттердама Ахмед Абуталеб заявив у лютому того ж року, що жодного дозволу ще не надано.